# あなた (Another Ver.)
「あなた (Another Ver.)」（あなた・アナザーバージョン）は、日本のバンド・SUPER BEAVERの通算5枚目のシングル。2013年12月14日に[NOiD]/murffin discsから発売された。

## 概要
前作「歓びの明日に」から約1年8ヶ月ぶりのシングルで、会場限定で販売された。
アルバム『361°』の発売に先駆けて「あなた」のアナザーアレンジバージョンを12月14日のTSUTAYA O-Crestにて行われたライブから発売した。

## 収録曲
1. あなた (Another ver.)
作詞・作曲：柳沢亮太 / 編曲：SUPER BEAVER
2. あなた (Another ver./Instrumental)

| スタブアイコン | サブスタブ | この項目は、まだ閲覧者の調べものの参照としては役立たない、シングルに関連した書きかけの項目です。この項目を加筆・訂正などしてくださる協力者を求めています（P:音楽/PJ:楽曲）。 |